# Saison 2025-2026 du Sporting Clube de Portugal
Maillots
Dernière mise à jour : 17 août 2025.
Chronologie
Saison précédente Saison suivante
La saison 2025-2026 du Sporting CP est la 92e saison du club en Primeira Liga. Elle voit le club disputer cinq compétitions : le championnat du Portugal, la Coupe du Portugal, la Supercoupe du Portugal, la Coupe de la Ligue et la Ligue des Champions.

## Préparation d'avant-saison
Le Sporting CP reprend l'entraînement en 1er juillet 2025 au sein de son centre d'entrainement "Academia Cristiano Ronaldo" à Alcochete.  
Un stage est prévu entre le 12 et 21 juillet à Lagos en Algarve,  durant lequel deux matchs amicaux sont au programme. Les Leões (lions) vont affronter les écossais du Celtic FC, et les anglais de Sunderland AFC.
Pour ce stage, Rui Borges emmène un groupe de 30 joueurs:
- Gardien : Franco Israel, Rui Silva, Diego Callai, Francisco Silva
- Défenseurs : Matheus Reis, Eduardo Quaresma, Gonçalo Inácio, Iván Fresneda, Jeremiah St. Juste, Ousmane Diomande, Ricardo Esgaio, Diogo Travassos, David Moreira, Zeno Debast
- Milieu : Hidemasa Morita, Morten Hjulmand, Giorgi Kochorashvili, Rayan Lucas, João Simões, Manuel Mendonça, Pedro Gonçalves
- Attaquant : Geovany Quenda, Maximiliano Araújo, Geny Catamo, Francisco Trincão, Alisson Santos, Biel, Lucas Anjos, Rodrigo Ribeiro, Conrad Harder

Le 25 juillet 2025, le Sporting CP affronte le Villarreal CF pour le trophée "Cinco Violinos". Le match, qui sert de présentation aux socios, se jouera exceptionnellement, au Estádio Nacional do Jamor à Oeiras, en raison des travaux à Alvalade.
Avant la rencontre, une cérémonie de présentation de l'effectif 2025/2026 a lieu avec 27 joueurs présentés au public :
- Gardien : Rui Silva, João Virgínia, Diego Callai, Francisco Silva
- Défenseurs : Diogo Travassos, Iván Fresneda, Ricardo Esgaio, Zeno Debast, Eduardo Quaresma, Gonçalo Inácio, Ousmane Diomande, Matheus Reis, Jeremiah St. Juste, Maximiliano Araújo, Nuno Santos
- Milieu : Hidemasa Morita, Morten Hjulmand, Giorgi Kochorashvili, Daniel Bragança, João Simões, Pedro Gonçalves
- Attaquant : Geovany Quenda, Geny Catamo, Francisco Trincão, Alisson Santos, Conrad Harder, Rodrigo Ribeiro

## Transferts

### Transferts estivaux
Le mercato d'été a lieu du 16 juin au 1er septembre 2025 au Portugal.
| Nom                     | Poste             | Type de transfert   | Montant  | Provenance/Destination | Division           |
| ----------------------- | ----------------- | ------------------- | -------- | ---------------------- | ------------------ |
| Arrivées                |                   |                     |          |                        |                    |
| Rui Silva               | Gardien de but    | Transfert définitif | 4,7 M€   | Real Betis             | LaLiga             |
| João Virgínia           | Gardien de but    | Transfert libre     | -        | Everton FC             | Premier League     |
| Vladan Kovačević        | Gardien de but    | Retour de prêt      | -        | Legia Varsovie         | Ekstraklasa        |
| Geórgios Vagiannídis    | Défenseur         | Transfert           | 12 M€    | Panathinaïkós          | Superleague        |
| Ricardo Mangas          | Défenseur         | Transfert           | 300 K€   | Spartak Moscou         | Premier League     |
| Giorgi Kochorashvili    | Milieu de terrain | Transfert           | 5,5 M€   | Levante UD             | LaLiga             |
| Dário Essugo            | Milieu de terrain | Retour de prêt      | -        | UD Las Palmas          | LaLiga             |
| Marcus Edwards          | Milieu de terrain | Retour de prêt      | -        | Burnley FC             | Premier League     |
| Sotíris Alexandrópoulos | Milieu de terrain | Retour de prêt      | -        | Standard de Liège      | Jupiler Pro League |
| Koba Koindredi          | Milieu de terrain | Retour de prêt      | -        | FC Lausanne-Sport      | Super League       |
| Mateo Tanlongo          | Milieu de terrain | Retour de prêt      | -        | Paphos FC              | Protathlima Cyta   |
| Luis Suárez             | Attaquant         | Transfert           | 22,16 M€ | UD Almería             | LaLiga             |
| Alisson Santos          | Attaquant         | Transfert           | 2,1 M€   | EC Vitória             | Brasileirão        |
| Rodrigo Ribeiro         | Attaquant         | Retour de prêt      | -        | AVS Futebol SAD        | Liga Portugal      |
| Départs                 |                   |                     |          |                        |                    |
| Franco Israel           | Gardien de but    | Transfert           | 5 M€     | Torino FC              | Serie A            |
| Vladan Kovačević        | Gardien de but    | Transfert           | 2,5 M€   | Norwich City           | EFL Championship   |
| Diogo Pinto             | Gardien de but    | Transfert libre     | -        | CF Estrela da Amadora  | Liga Portugal      |
| Rui Silva               | Gardien de but    | Retour de prêt      | -        | Real Betis             | LaLiga             |
| Dário Essugo            | Milieu de terrain | Transfert           | 22,27 M€ | Chelsea FC             | Premier League     |
| Marcus Edwards          | Milieu de terrain | Transfert définitif | 10 M€    | Burnley FC             | Premier League     |
| Koba Koindredi          | Milieu de terrain | Prêt avec OA        | -        | FC Bâle                | Super League       |
| Sotíris Alexandrópoulos | Milieu de terrain | Prêt avec OA        | -        | Fortuna Düsseldorf     | 2. Bundesliga      |
| Viktor Gyökeres         | Attaquant         | Transfert           | 65,76 M€ | Arsenal FC             | Premier League     |
| Afonso Moreira          | Attaquant         | Transfert           | 2 M€     | Olympique lyonnais     | Ligue 1            |
| Gabriel Teixeira        | Attaquant         | Prêt avec OA        | -        | CA Mineiro             | Brasileirão        |

### Transferts hivernaux
Le mercato d'hiver se déroule du 1er janvier au 2 février 2026 au Portugal.
| Nom      | Poste | Type de transfert | Montant | Provenance/Destination | Division |
| -------- | ----- | ----------------- | ------- | ---------------------- | -------- |
| Arrivées |       |                   |         |                        |          |
| Départs  |       |                   |         |                        |          |

## Compétitions

### Classement
| Rang | Équipe                | Pts | J | G | N | P | Bp | Bc | Diff |
| ---- | --------------------- | --- | - | - | - | - | -- | -- | ---- |
| 1    | Sporting CP T         | 0   | 0 | 0 | 0 | 0 | 0  | 0  | 0    |
| 2    | SL Benfica            | 0   | 0 | 0 | 0 | 0 | 0  | 0  | 0    |
| 3    | FC Porto              | 0   | 0 | 0 | 0 | 0 | 0  | 0  | 0    |
| 4    | SC Braga              | 0   | 0 | 0 | 0 | 0 | 0  | 0  | 0    |
| 5    | CD Santa Clara        | 0   | 0 | 0 | 0 | 0 | 0  | 0  | 0    |
| 6    | Vitória SC            | 0   | 0 | 0 | 0 | 0 | 0  | 0  | 0    |
| 7    | FC Famalicão          | 0   | 0 | 0 | 0 | 0 | 0  | 0  | 0    |
| 8    | GD Estoril-Praia      | 0   | 0 | 0 | 0 | 0 | 0  | 0  | 0    |
| 9    | Casa Pia AC           | 0   | 0 | 0 | 0 | 0 | 0  | 0  | 0    |
| 10   | Moreirense FC         | 0   | 0 | 0 | 0 | 0 | 0  | 0  | 0    |
| 11   | Rio Ave FC            | 0   | 0 | 0 | 0 | 0 | 0  | 0  | 0    |
| 12   | FC Arouca             | 0   | 0 | 0 | 0 | 0 | 0  | 0  | 0    |
| 13   | Gil Vicente FC        | 0   | 0 | 0 | 0 | 0 | 0  | 0  | 0    |
| 14   | CD Nacional           | 0   | 0 | 0 | 0 | 0 | 0  | 0  | 0    |
| 15   | CF Estrela da Amadora | 0   | 0 | 0 | 0 | 0 | 0  | 0  | 0    |
| 16   | AVS Futebol SAD       | 0   | 0 | 0 | 0 | 0 | 0  | 0  | 0    |
| 17   | CD Tondela P          | 0   | 0 | 0 | 0 | 0 | 0  | 0  | 0    |
| 18   | FC Alverca P          | 0   | 0 | 0 | 0 | 0 | 0  | 0  | 0    |

Ligue des champions 2026-2027
- 1er : Phase de ligue
- 2e : Troisième tour de qualification

Ligue Europa 2026-2027
- C : Phase de ligue
- 3e : Deuxième tour de qualification

Ligue Conférence 2026-2027
- 4e : Deuxième tour de qualification

Relégations
- 16e : Participation au barrage de relégation
- 17e et 18e : Relégation en Liga Portugal 2

Abréviations
- T : Tenant du titre 2024-2025
- P : Promus de la Liga Portugal 2 SABSEG 2024-2025
- S : Vainqueur de la Supercoupe du Portugal 2025
- C : Vainqueur de la Coupe du Portugal 2025-2026
- L : Vainqueur de la Coupe de la Ligue 2025-2026

| Source : Classement officiel de la Liga Portugal Betclic 2025-2026. |

#### Évolution du classement et des résultats
| Journée  | 1 | 2 | 3 | 4 | 5 | 6 | 7 | 8 | 9 | 10 | 11 | 12 | 13 | 14 | 15 | 16 | 17 | 18 | 19 | 20 | 21 | 22 | 23 | 24 | 25 | 26 | 27 | 28 | 29 | 30 | 31 | 32 | 33 | 34 |
| -------- | - | - | - | - | - | - | - | - | - | -- | -- | -- | -- | -- | -- | -- | -- | -- | -- | -- | -- | -- | -- | -- | -- | -- | -- | -- | -- | -- | -- | -- | -- | -- |
| Rang     | 6 | 1 |   |   |   |   |   |   |   |    |    |    |    |    |    |    |    |    |    |    |    |    |    |    |    |    |    |    |    |    |    |    |    |    |
| Résultat | V | V |   |   |   |   |   |   |   |    |    |    |    |    |    |    |    |    |    |    |    |    |    |    |    |    |    |    |    |    |    |    |    |    |

| Légende : | V = Victoire | N = Nul | D = Défaite |

### Supercoupe du Portugal
| 31 juillet 2025 | Sporting CP | 0 - 1   | SL Benfica   | Estádio Municipal de Aveiro, Aveiro          |                                              |
| 21h45           |             | (0 - 0) | 50e Pavlídis | Diffuseur : RTP1 Arbitrage : Fábio Veríssimo | Diffuseur : RTP1 Arbitrage : Fábio Veríssimo |
| 21h45           | Rapport     |         |              | Diffuseur : RTP1 Arbitrage : Fábio Veríssimo | Diffuseur : RTP1 Arbitrage : Fábio Veríssimo |

### Ligue des champions

#### Phase de ligue
Le tirage au sort pour la phase de ligue de la Ligue des champions de l'UEFA 2025-2026 a lieu le 28 août 2025.

## Effectif professionnel actuel
Le premier tableau liste l'effectif professionnel du Sporting CP pour la saison 2025-2026. Le second tableau recense les prêts effectués par le Sporting CP lors de cette même saison.

## Statistiques

### Buteurs & Passeurs
| Rang | Joueur            | Liga | SCP | CDP | CDL | LDC | Total |
| ---- | ----------------- | ---- | --- | --- | --- | --- | ----- |
| 1    | Francisco Trincão | 3    | 0   | 0   | 0   | 0   | 3     |
| 2    | Luis Suárez       | 2    | 0   | 0   | 0   | 0   | 2     |
| 2    | Ricardo Mangas    | 2    | 0   | 0   | 0   | 0   | 2     |
| 4    | Morten Hjulmand   | 1    | 0   | 0   | 0   | 0   | 1     |

| Rang | Joueur               | Liga | SCP | CDP | CDL | LDC | Total |
| ---- | -------------------- | ---- | --- | --- | --- | --- | ----- |
| 1    | Geovany Quenda       | 2    | 0   | 0   | 0   | 0   | 2     |
| 2    | Francisco Trincão    | 1    | 0   | 0   | 0   | 0   | 1     |
| 2    | Pedro Gonçalves      | 1    | 0   | 0   | 0   | 0   | 1     |
| 2    | Gonçalo Inácio       | 1    | 0   | 0   | 0   | 0   | 1     |
| 2    | Geórgios Vagiannídis | 1    | 0   | 0   | 0   | 0   | 1     |

En italique, les joueurs partis en cours de saison.

## Affluence

### Meilleures affluences de la saison
| Rang | Match                   | Score | Journée | Date         | Affluence |
| ---- | ----------------------- | ----- | ------- | ------------ | --------- |
| 1    | Sporting CP - FC Arouca | 6 - 0 | J2      | 17 août 2025 | 41 986    |
| 2    | Sporting CP -           | -     | J       | août 2025    |           |
| 3    | Sporting CP -           | -     | J       | août 2025    |           |

### Affluences par journée
Ce graphique représente le nombre de spectateurs présents au Estádio José Alvalade XXI lors de chaque match à domicile.